# Johannes Martini (peintre)
Pour le compositeur de la Renaissance, voir Johannes Martini.
Pour les articles homonymes, voir Martini.
Johannes Martini, né le 9 juin 1866 à Chemnitz en Saxe et mort le 7 février 1935 à Munich en Bavière, est un peintre et illustrateur allemand.

## Biographie
Fils d'Albert et Maria Martini, Johannes Martini poursuit d'abord des études d'architecture. Il est ensuite élève de Franz Skarbina à l'académie des beaux-arts de Berlin, puis il passe deux ans comme élève à l'académie Julian à Paris. Il passe deux hivers en Italie, notamment à Rome et à Naples. Il prend part en 1893 à la Grande exposition d'art de Berlin et au Salon de Paris. Il fait partie de la Société des artistes berlinois vers 1900. Il voyage à Paris en 1900 et, à l'invitation du prince zu Stolberg-Wernigerode, secrétaire d'ambassade à l'ambassade de l'Empire allemand à Saint-Pétersbourg, voyage en Russie en 1901, où il peint des portraits de personnalités de la haute société.
Il envoie des toiles à l'exposition universelle de Saint-Louis en 1904.
Johannes Martini s'installe à Munich en 1907, dans le quartier de Schwabing. Il prend part à l'exposition pour le jubilé des 90 ans du prince Léopold de Bavière en 1911, ainsi qu'à l'exposition annuelle du palais de glace de Berlin.
Ses toiles et dessins et sa correspondance sont dispersés parmi des collections privées munichoises. Il faisait partie de la Allgemeinen Deutschen Kunstgenossenschaft (AdK) et de la Reichsverband bildendener Künstler (RVbK). Les familles fortunées, comme les Krupp et les Siemens, lui commandaient des toiles. De son épouse, née Duddl Kundt, il a un fils Peter et une fille Viktoria.

## Illustrations

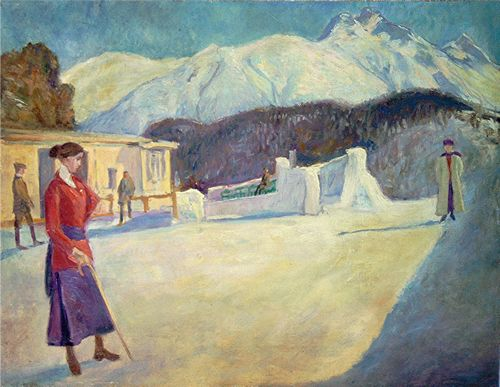
Départ de la piste de bobsleigh de Saint-Moritz (1905)
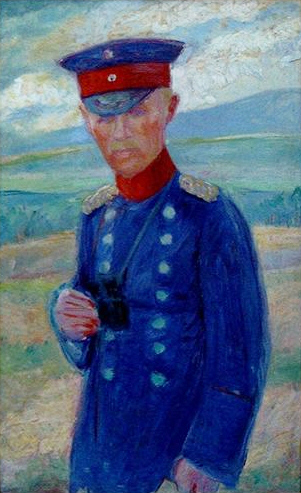
Portrait du Kronprinz Guillaume (1905)